# Рябиновка (Кораблинский район)
Рябиновка — деревня Кораблинского района Рязанской области России. Входит в состав Молвинослободского сельского поселения.

## География
Находится в 11 километрах от районного центра Кораблино, на берегу реки Молвы.

## Население
| 2010 |
| ---- |
| 3    |

## Инфраструктура
Личное подсобное хозяйство.

## Транспорт
Просёлочная дорога с выездом на региональную автодорогу 61К-037.